# Saint-Philbert-de-Bouaine
Saint-Philbert-de-Bouaine település Franciaországban, Vendée megyében. Lakosainak száma 3622 fő (2022. január 1.). Saint-Philbert-de-Bouaine Montbert, La Planche, Saint-Colomban, Corcoué-sur-Logne, Vieillevigne, Geneston és Rocheservière községekkel határos.

## Népesség
A település népessége az elmúlt években az alábbi módon változott:
| Lakosok száma | 3228 | 3326 | 3411 | 3424 | 3472 | 3535 | 3565 | 3590 | 3622 |
|               | 2013 | 2015 | 2016 | 2017 | 2018 | 2019 | 2020 | 2021 | 2022 |